# Истомин, Вадим Глебович
Вади́м Гле́бович Исто́мин (2 июля 1929, Москва — 14 октября 2000) — советский и российский физик, лауреат Ленинской премии.

## Биография
Родился 2 июля 1929 г. в Москве. В 1953 году окончил физический факультет Московского государственного университета.
В 1953—1956 годах работал в Геофизическом институте АН СССР (ГЕОФИАН) в группе Б. А. Миртова по определению состава атмосферы методом взятия проб воздуха.
С 1956 года являлся научным сотрудником Института прикладной геофизики. За время работы в институте самостоятельно усовершенствовал масс-спектрометр Беннета, повысив его разрешающую способность.
21 апреля 1960 года в составе научного коллектива за работы в области космической физики был удостоен Ленинской премии.
В 1961 году, используя данные масс-спектрометрических измерений, полученных с геофизических ракет, искусственного спутника Спутника-3 и результаты своих прошлых исследований, успешно защитил кандидатскую диссертацию. По предложению И. С. Шкловского после переработки эта работа была утверждена ученым советом института в качестве докторской.
С 1967 года — старший научный сотрудник Института космических исследований АН СССР.
Скончался 14 октября 2000 года. Урна с его прахом захоронена в Москве на Донском кладбище, в колумбарии № 20 (секция № 3), в родственном захоронении.

## Научная деятельность
Автор и руководитель экспериментов во многих космических околоземных и планетных проектах. Вадим Глебович считается выдающимся учёным в области исследований атмосферного состава планет Солнечной системы.

### Изобретения
- «Радиочастотный Масс-спектрометрия для исследований ионного состава верхней атмосферы» (журнал «Искусственные спутники Земли»; 1959 год; № 3; стр. 98-112);
- «Способ масс-спектрометрического анализа микроколичеств инертных газов и метана в газовой смеси» в соавторстве с С.В. Васюковым; К.В. Гречневым и В.А. Кочневым);

(патент 693220; заявка от 14 октября 1977 года;)

### Научные работы
- «Исследование ионного состава ионизированных слоев атмосферы» (в соавторстве с Б.А. Миртовым; журнал «Успехи физических наук»; 1957 год; том LXIII; № 1; стр. 227—238);
- «Исследования ионного состава атмосферы на ракетах и спутнике»(журнал «Искусственные спутники Земли»; 1958 год; № 2; стр. 32-35);
- «Масс-спектрометрические измерения ионного состава верхней атмосферы Земли на третьем искусственном спутнике»;
- «Некоторые результаты измерения спектров масс положительных ионов на третьем советском искусственном спутнике Земли» (журнал «Искусственные спутники Земли»; 1960 год; № 4; стр. 171—183);
- «Ионы магния и кальция в верхней атмосфере Земли» (журнал «Доклады Академии наук СССР»; 1960 год; том 136; № 5; стр. 1066—1089);
- «Исследования ионного состава атмосферы Земли на геофизических ракетах в 1957—1959 годах» (журнал «Искусственные спутники Земли»; 1961 год; № 7; стр. 64-77);
- «Абсолютные концентрации ионных компонент атмосферы Земли на высотах от 100 до 200 км» (журнал «Искусственные спутники Земли»; 1961 год; № 11; стр. 94-97);
- «Ионы внеземного происхождения в ионосфере Земли» (журнал «Искусственные спутники Земли»; 1961 год; № 11; стр. 98-107);
- «Изменение концентрации положительных ионов с высотой по данным масс-спектрометрических измерений на третьем спутнике»(журнал «Искусственные спутники Земли»; 1961 год; № 6; стр. 127—131);
- «Масс-спектрометрические измерения газового состава атмосферы на ракетах и спутниках» (журнал «Геомагнетизм и астрономия»; 1961 год; том 1; № 3; стр. 359—368);